# Michael Brown (chính khách Anh)
Michael Russell Brown (sinh ngày 3 tháng 7 năm 1951) là một nhà báo chính trị người Anh, được ghi nhận là cựu thành viên Đảng bảo thủ của Quốc hội (MP) từ năm 1979 đến năm 1997.

## Tuổi thơ
Brown được giáo dục tại Trường trung học hiện đại Andrew Cairns, Sussex, và Đại học York, nơi ông là bạn bè, và là người đương thời của cả Harvey Proctor và Christine Hamilton (nhũ danh Holman).
Sau khi học một năm tại Middle Temple, ông làm thực tập sinh quản lý tốt nghiệp cho Ngân hàng Barclays từ năm 1972 đến 1974, sau đó làm giảng viên và trợ giảng tại Đại học Bảo tồn Swinton từ 1974 đến 1975.
Từ 1975 đến 1976, ông là trợ lý nghiên cứu bán thời gian cho MP Michael Marshall, làm việc cho MP Nicholas Winterton từ 1976 đến 1979.